# Coupe d'Italie de rugby à XV
La Coupe d'Italie de rugby à XV, dénommée Coppa Italia depuis la saison 2018-2019, est une compétition italienne de rugby à XV créée en 1967. Elle est organisée par la Federazione Italiana Rugby et met aux prises les équipes participant au Top10.

## Palmarès
- 1967 : CUS Roma
- 1968 : Fiamme Oro Padova
- 1969 : Fiamme Oro Padova
- 1970 : Metalcrom Trévise
- 1971 : Fiamme Oro Padova
- 1972 : Fiamme Oro Padova
- 1973 : L'Aquila Rugby
- 1974 : non disputée
- 1975 : non disputée
- 1976 : non disputée
- 1977 : non disputée
- 1978 : non disputée
- 1979 : non disputée
- 1980 : non disputée
- 1981 : Mael L'Aquila
- 1982 : Petrarca
- 1983 : non disputée
- 1984 : non disputée
- 1985 : non disputée
- 1986 : non disputée
- 1987 : non disputée
- 1988 : non disputée
- 1989 : non disputée
- 1990 : non disputée
- 1991 : non disputée
- 1992 : non disputée
- 1993 : non disputée
- 1994 : non disputée
- 1995 : Milan
- 1996 : non disputée
- 1997 : non disputée
- 1998 : Benetton Trévise
- 1999 : RDS Roma
- 2000 : Arix Viadana
- 2001 : Petrarca Rugby Padoue
- 2002 : non disputée
- 2003 : Arix Viadana
- 2004 : Rugby Calvisano
- 2005 : Benetton Trévise
- 2006 : Overmarch Parme
- 2007 : Arix Viadana
- 2008 : Overmarch Parme
- 2009 : Overmarch Parme
- 2010 : Benetton Trévise
- 2011 : Rugby Rome
- 2012 : Rugby Calvisano
- 2013 : Viadana
- 2014 : Fiamme Oro
- 2015 : Rugby Calvisano
- 2016 : Viadana
- 2017 : Viadana
- 2018 : Amatori Rugby San Donà
- 2019 : Valorugby Emilia
- 2020 : Rugby Rovigo
- 2021[Note 1] :
- 2022 : Petrarca
- 2023 : Petrarca

## Bilan
| Club                   | Titre(s) | Premier(s) - Dernier(s) |
| ---------------------- | -------- | ----------------------- |
| Rugby Viadana          | 6        | 2000-2017               |
| Fiamme Oro Rugby       | 5        | 1968-2014               |
| Rugby Trévise          | 4        | 1970-2010               |
| Overmarch Parme        | 3        | 2006-2009               |
| Rugby Calvisano        | 3        | 2004-2015               |
| Petrarca Rugby Padoue  | 4        | 1982-2023               |
| L'Aquila Rugby         | 2        | 1973-1981               |
| Rugby Rome             | 2        | 1998-2011               |
| Amatori Milan          | 1        | 1995                    |
| CUS Roma               | 1        | 1967                    |
| Amatori Rugby San Donà | 1        | 2018                    |
| Valorugby Emilia       | 1        | 2019                    |
| Rugby Rovigo           | 1        | 2020                    |